# Římskokatolická farnost Zbytiny
Římskokatolická farnost Zbytiny je územním společenstvím římských katolíků v rámci prachatického vikariátu českobudějovické diecéze. Farnost nemá sídelního duchovního správce, je spravovaná excurrendo z farnosti Volary

## O farnosti
V roce 1388 se ve Zbytinách připomíná plebán Ondřej, místní kostel, původně zasvěcený svaté Kateřině, je ale staršího původu, jeho presbytář je datovaný do doby kolem roku 1340. Roku 1395 se ves stala součástí majetku zlatokorunského kláštera. V průběhu husitských válek farnost zanikla, v 16. století byla obnovená jako nekatolická, při níž je ještě v roce 1625 zmiňován farář. Až v roce 1702 byl do vsi ustanoven katolický kaplan, po požáru v roce 1738, při němž kromě kostela shořelo i 36 domů, byl kostel přestavěn a následně zasvěcen svatému Vítu. V roce 1751 získal kostel od Josefa Adama Schwarzenberga nový hlavní oltář z českokrumlovské zámecké kaple, se sochami svatého Jana Evangelisty a svatého Víta, doplněný o rok později i obrazem titulárního světce. Roku 1786 zde byla zřízena lokálie, povýšená roku 1891 na samostatnou farnost.
V letech 1940–1945 farnost nuceně patřila pod pasovskou diecézi. Po roce 1945 byla navrácena do diecéze českobudějovické. Od druhé poloviny 20. století nemá sídelního duchovního správce (vyjma let 1953–1958). 
Od 1. ledna 2020 je zbytinská farnost nástupnickou farností Křišťanova.

### Duchovní správci
Přehled duchovních správců:
- 1893–1928 P. Ferdinand Kadláček (* 27. října 1856 Moravské Střílky † 7. ledna 1937)
- 1928–1946 P. Eduard Pechtl (* 18. března 1884 Prachatice † 6. května 1960 Haus im Wald)[10]
- 1946–1950 R. D. František Procházka (excurrendo z Volar)
- 1950–1951 R. D. Jaroslav Hošna (excurrendo z Volar)
- 1951–1952 R. D. František Pernegr (excurrendo z Volar)
- 1952–1953 R. D. Imrich Solnica (excurrendo z Volar)
- 1953–1958 R. D. Ludvík Alfons Čapský CFSsS, administrátor
- 1958–1961 R. D. Václav Kaše (excurrendo z Volar)
- 1961–1970 R. D. Antonín Vobr (excurrendo z Volar)
- 1970–1971 R. D. Karel Hrdina (excurrendo z Volar)
- 1971–2007 A. R. D. František Honsa, děkan (excurrendo z Volar)
- 2007–2013 R. D. Jindřich Hybler (excurrendo z Volar)
- 2013–2014 R. D. Petr Hovorka (excurrendo z Prachatic)
- 2014–2016 R. D. Josef Sláčík (excurrendo z Prachatic, od 21. 11. 2015 excurrendo in spiritualibus)
- 21. 11. 2015 – 25. 6. 2016 jáhen Karel Falář (excurrendo in materialibus z Volar)
- od 25. 6. 2016 R.D. Karel Falář (excurrendo z Volar)

| Fotografie | Kostel                           | Místo                 | Bohoslužba                            | Bohoslužba                            | Poznámka                                                       |
| ---------- | -------------------------------- | --------------------- | ------------------------------------- | ------------------------------------- | -------------------------------------------------------------- |
|            | Kostel Nejsvětějšího Jména Ježíš | Křišťanov             | 1× ročně, poutní                      | 1× ročně, poutní                      | filiální kostel bývalý farní kostel zaniklé farnosti Křišťanov |
|            | Kostel svaté Maří Magdalény      | Volary U Lexova Mlýna | 1× ročně, poutní, jinak příležitostně | 1× ročně, poutní, jinak příležitostně | filiální kostel                                                |
|            | Kostel svatého Víta              | Zbytiny               | Vánoce Velikonoce pouť                | Vánoce Velikonoce pouť                | farní kostel                                                   |